# Coryanthes macrocorys
Coryanthes macrocorys är en orkidéart som beskrevs av Robert Allen Rolfe. Coryanthes macrocorys ingår i släktet Coryanthes, och familjen orkidéer. Inga underarter finns listade i Catalogue of Life.